# Мілледжвілл (Іллінойс)
Мілледжвілл (англ. Milledgeville) — селище (англ. village) в США, в окрузі Керролл штату Іллінойс. Населення — 1026 осіб (2020).

## Географія
Мілледжвілл розташований за координатами 41°57′49″ пн. ш. 89°46′29″ зх. д. / 41.96361° пн. ш. 89.77472° зх. д. (41.963632, -89.774683).  За даними Бюро перепису населення США в 2010 році селище мало площу 1,80 км², уся площа — суходіл.

## Демографія
Згідно з переписом 2010 року, у селищі мешкали 1032 особи в 439 домогосподарствах у складі 276 родин. Густота населення становила 574 особи/км².  Було 486 помешкань (271/км²).
Расовий склад населення:
| - 99,1 % — білих - 0,3 % — азіатів |

До двох чи більше рас належало 0,6 %. Частка іспаномовних становила 1,4 % від усіх жителів.
За віковим діапазоном населення розподілялося таким чином: 24,8 % — особи молодші 18 років, 56,8 % — особи у віці 18—64 років, 18,4 % — особи у віці 65 років та старші. Медіана віку мешканця становила 37,8 року. На 100 осіб жіночої статі у селищі припадало 99,2 чоловіків;  на 100 жінок у віці від 18 років та старших — 92,6 чоловіків також старших 18 років.
Середній дохід на одне домашнє господарство  становив 56 020 доларів США (медіана — 51 667), а середній дохід на одну сім'ю — 66 969 доларів (медіана — 62 083). За межею бідності перебувало 9,4 % осіб, у тому числі 6,0 % дітей у віці до 18 років та 3,3 % осіб у віці 65 років та старших.
Цивільне працевлаштоване населення становило 481 осіб. Основні галузі зайнятості: виробництво — 30,6 %, освіта, охорона здоров'я та соціальна допомога — 18,5 %, роздрібна торгівля — 12,5 %, транспорт — 6,7 %.